# Жамбылский сельский округ (Райымбекский район)
Жамбылский сельский округ (каз. Жамбыл ауылдық округі) — административная единица в составе Райымбекского района Алматинской области Казахстана. Административный центр — село Жамбыл. 
Население — 3114 человек (2009; 3220 в 1999). 

## Административное устройство
| Населённый пункт | Население, лиц (1999) | Население, лиц (2009) |
| ---------------- | --------------------- | --------------------- |
| Жамбыл, село     | 2121                  | ▼1862                 |
| Каратоган, село  | 1099                  | ▲1252                 |